# 워터폴 열차 사고
워터폴 열차 사고(Waterfall rail accident)는 2003년 1월 31일, 오스트레일리아 뉴사우스웨일스주의 워터폴 지방에서 발생한 열차 탈선 전복 사고이다. 이 사고로 기관사를 포함한 7명이 사망하였다.

## 사고 개요
사고 당일 탕가라 도시간 열차서비스는 센트럴 역에서 6시 24분에 출발하였으며, 워터폴역을 지나 남쪽으로 울런공을 지나 포트 켐블라 역으로 향하고 있었다. 약 7시 15분경 기관사가 갑자기 심장마비를 일으키며 열차의 조종능력을 상실하였다. 열차는 시속 117킬로미터로 주행하였으며 작은 협곡이 있는 곳의 커브를 돌게 되었다. 이 커브에서는 시속 60킬로미터 미만으로 달려야 하는데, 과속이었던 열차는 탈선하였고 바위벽에 부딪치게 되었다. 이때 많은 사상자가 생겼다.
이후 조사과정에서 기관사가 졸거나 사망하거나 하여 조종능력을 상실하게 되면 자동으로 작동하게 되어있는 데드맨 장치가 제대로 적용되지 않은 점을 발견하였다.

## 사고 원인
탕가라 열차는 여러개의 안전및 경계장치를 탑재하고 있었다. 그중에는 데드맨 장치가 있는데 기관사가 만약 조종능력을 상실하게 되면 항상 주고 있던 압력을 풀게 되고 이렇게 되면 제동장치가 작동하여 열차를 멈추게 하는 장치이다. 열차는 보통 두량의 기관차와 두량의 객차로 운영되었고 기관사는 앞쪽 기관차에 경비인이 뒤쪽기관차에 타고 있었다. 이때 데드맨 장치가 우선 작동하게 되어 있었고 후미의 경비인도 브레이크를 작동할 수 있었다.
이후 사고조사에서 시속60킬로미터 이하로 달려야하는 커브길에서 시속117킬로미터가 넘었던것으로 밝혀졌으며 죽은자의 브레이크나 경비인에 의한 제동이 모두 이루어지지 않은 것으로 조사되었다. 경비인은 사고직전 30초동안 잠시 잠에 들었던것으로 밝혀졌다. 그러나 인간공학 전문가의 조사에서 경비인은 기관사의 행동에 이의를 제기하기 힘든 조직문화를 가지고 있었음이 밝혀졌다. 경비인은 스트레스에 잘 적응하지 못하는 기록이 있었으며 조사 인터뷰를 거부하였다. 2004년 1월 뉴사우스웨일즈의 교통국에서 공식조사가 종료되었다.

### 시스템적 오류
조사에서 데드맨 장치에 여러 가지 문제가 있음이 밝혀졌다.
- 의식이 없었고 과체중이었던 기관사가 페달에 가한 무게가 작동을 방해하였다.
- 페달의 디자인은 기관사의 다양한 체형에 적합하지 않았다.
- 페달 주변의 흔적은 기관사들이 인위적으로 이 페달이 작동하지 않게끔 한 것으로 보인다.

또다른 기술적 문제점으로 제동장치 불량과 누전 문제가 있었다. 그러나 사건이 일어난후에 드러난 문제점은 문제의 원인에 직접적 영향이 아닐 수 있었다. 생존자들의 증언에 따르면 사고 직전에 강한 가속이 있었다고 한다.
공식적인 사고의 원인은 안전불감증으로 결론지어졌다.
한편 사고를 방지할 수 있었던 경비인인 빌 반 케셀은 사고 전 30초 동안 잠깐 잠이 들었던 것으로 보고되었다. 그러나 단순히 열차가 가속하고 있다는 것만으로는 경비인이 열차를 멈출 만한 이유가 되지 못했다. 또한 경비인이 제동을 걸기 위해 장치된 브레이크는 기관사의 것과 차이가 있었다. 현재 탕가라 열차를 운영하는 당국은 이러한 경우 열차의 속도를 주시하고 비상 제동장치를 걸 책임을 경비인에게 주지시키고 있다.

## 개선 적용
현재 모든 시티레일의 열차들은 추가적으로 안전장치를 설치하였으며 죽은자의 브레이크 기능을 위한 손으로 작동하는 핸들과 발로 작동하는 페달을 달고 있다. 또한 기관사는 경계 버튼을 일정하게 눌러야 하는데 만약 누르지 않을 경우 제동장치가 자동 작동하게 된다. 또한 운행기록장치가 기관사와 경비인의 행동과 열차 속도를 기록하고 있다.
또한 사고당시 구조원들이 갇힌 승객들을 꺼내기 위해 비상문을 열어야 했는데 열쇠가 없었다. 이후 비상탈출장치의 문은 열쇠가 없이도 열수 있도록 바꿨다. 열차회사인 레일코프는 자동 열차 보호 시스템을 채택하였고 블루마운틴 노선부터 시험 적용하고 있다.